# Cervera de Buitrago
Cervera de Buitrago és un municipi de la Comunitat de Madrid.

## Demografia
| 1991 | 1996 | 2001 | 2004 |
| ---- | ---- | ---- | ---- |
| 73   | 97   | 88   | 128  |